# Plebejus alsus
Plebejus alsus är en fjärilsart som beskrevs av Eugen Johann Christoph Esper 1790. Plebejus alsus ingår i släktet Plebejus och familjen juvelvingar. Inga underarter finns listade i Catalogue of Life.